# NGC 6324
NGC 6324 (другие обозначения — UGC 10725, IRAS17070+7528, MCG 13-12-16, ARAK 517, ZWG 355.25, KAZ 120, PGC 59583) — галактика в созвездии Малая Медведица.
Этот объект входит в число перечисленных в оригинальной редакции «Нового общего каталога».
В галактике вспыхнула сверхновая SN 2002ej типа II, её пиковая видимая звездная величина составила 17,5.